# ۷۵۰ (قمری)
۷۵۰ (قمری)، هفتصد و پنجاهمین سال در گاهشماری هجری قمری است. اول محرم این سال برابر با سی‌ام مارس سال ۱۳۴۹ میلادی است.

## درگذشتگان
- صفی‌الدین حلی،  شاعر عراقی.
- ربیع‌الثانی: - ابن معتوق، شاعر و واعظ عراقی.
- حمدالله مستوفی.

## وابسته
- ایلخانیان